# Phoma anserina
Phoma anserina är en lavart som beskrevs av Marchal 1891. Phoma anserina ingår i släktet Phoma, ordningen Pleosporales, klassen Dothideomycetes, divisionen sporsäcksvampar och riket svampar.   Inga underarter finns listade i Catalogue of Life.